# 활공

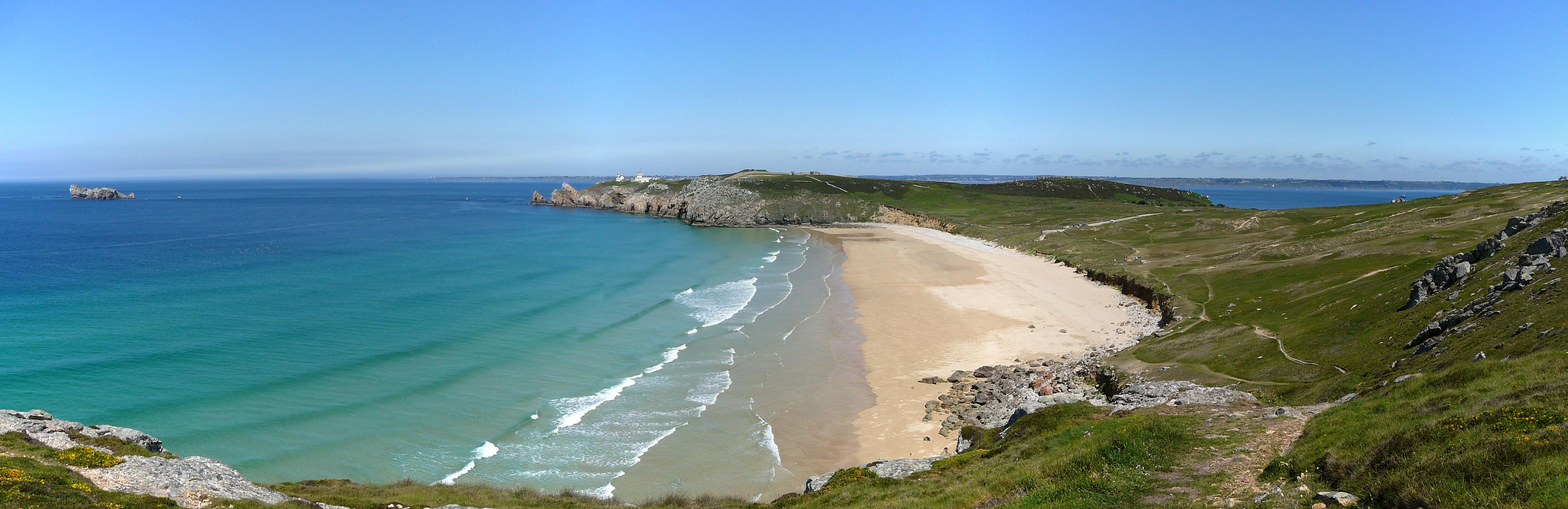

활공(滑空) 또는 글라이딩(gliding)은 주로 글라이더, 행글라이더, 패러글라이더 등의 공기보다 무거운 항공기의 하강 비행을 가리키는 것이다.
글라이딩은 조종사가 글라이더 또는 세일플레인으로 알려진 무동력 항공기를 대기 중에 자연적으로 발생하는 상승 기류를 사용하여 비행하는 레크리에이션 활동 및 경쟁적인 항공 스포츠이다. 급상승(soaring)이라는 단어는 스포츠에도 사용된다.
스포츠로서의 글라이딩은 1920년대에 시작되었다. 처음에는 목표가 비행 시간을 늘리는 것이었지만 곧 조종사는 발사 장소에서 멀리 떨어진 국가 간 비행을 시도했다. 공기 역학 및 기상 현상에 대한 이해의 향상으로 더 높은 평균 속도에서 더 먼 거리를 허용했다. 이제 장거리 비행은 상승 기류의 주요 원인인 능선 양력, 열 및 풍파를 사용하여 비행한다. 조건이 좋을 때 숙련된 조종사는 이제 집 비행장으로 돌아가기 전에 수백 킬로미터를 비행할 수 있다. 때때로 1,000km(621마일) 이상의 비행이 이루어진다.
일부 경쟁적인 조종사는 미리 정의된 코스를 중심으로 경주를 한다. 이 글라이딩 대회는 비행 기술뿐만 아니라 현지 기상 조건을 최대한 활용하는 조종사의 능력을 테스트한다. 많은 국가에서 지역 및 전국 대회가 조직되고 2년마다 열리는 세계 글라이딩 선수권 대회가 있다. 최적의 비행 속도, GPS를 사용한 내비게이션 및 물 밸러스트 운반을 포함하여 대회에서 하루의 작업에 대한 글라이더의 속도를 최대화하는 기술이 개발되었다. 날씨가 악화되면 조종사는 때때로 국가 간 비행을 완료할 수 없다. 결과적으로 그들은 아마도 들판과 같은 다른 곳에 착륙해야 할 수도 있지만 모터글라이더 조종사는 엔진을 시동하여 이를 피할 수 있다.
동력 항공기와 윈치는 글라이더를 발사하는 가장 일반적인 두 가지 수단이다. 이러한 발사 방법 및 기타 발사 방법에는 비행장, 예인선 및 윈치와 같은 지원 및 시설이 필요하다. 이들은 일반적으로 새로운 조종사를 교육하고 높은 안전 기준을 유지하는 글라이딩 클럽에서 제공한다. 대부분의 국가에서 조종사와 항공기의 안전 기준은 정부 기관의 책임이지만 클럽과 때로는 국가 글라이딩 협회가 권한을 위임하는 경우가 많다.

## 같이 보기
- 글라이더